# لودویگ برشارت
لودویگ برشارت (آلمانی: Ludwig Borchardt؛ ۵ اکتبر ۱۸۶۳ – ۱۲ اوت ۱۹۳۸) یک مصرشناس اهل آلمان بود.

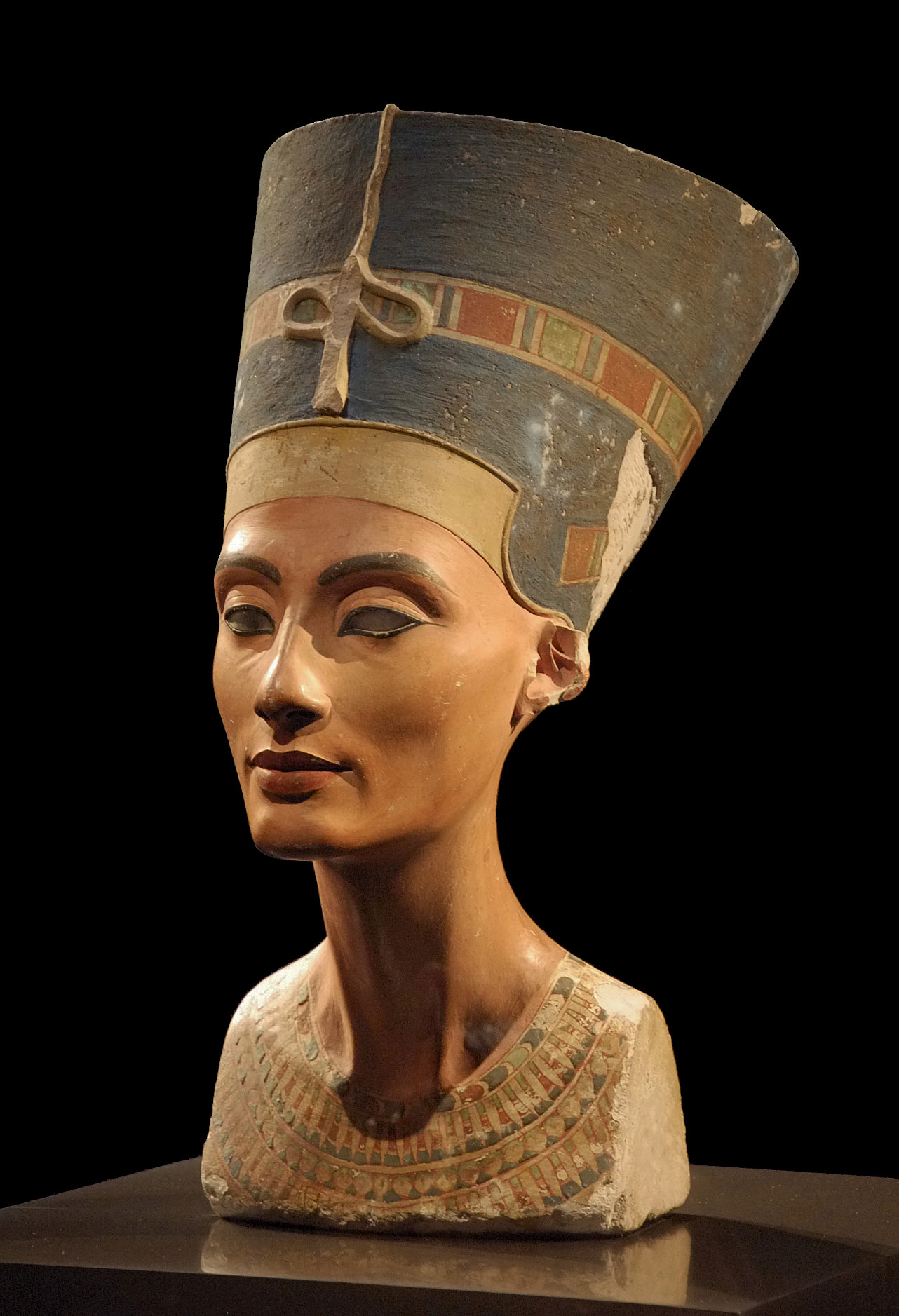
بالاتنه نفرتیتی